# Universitat de Glasgow

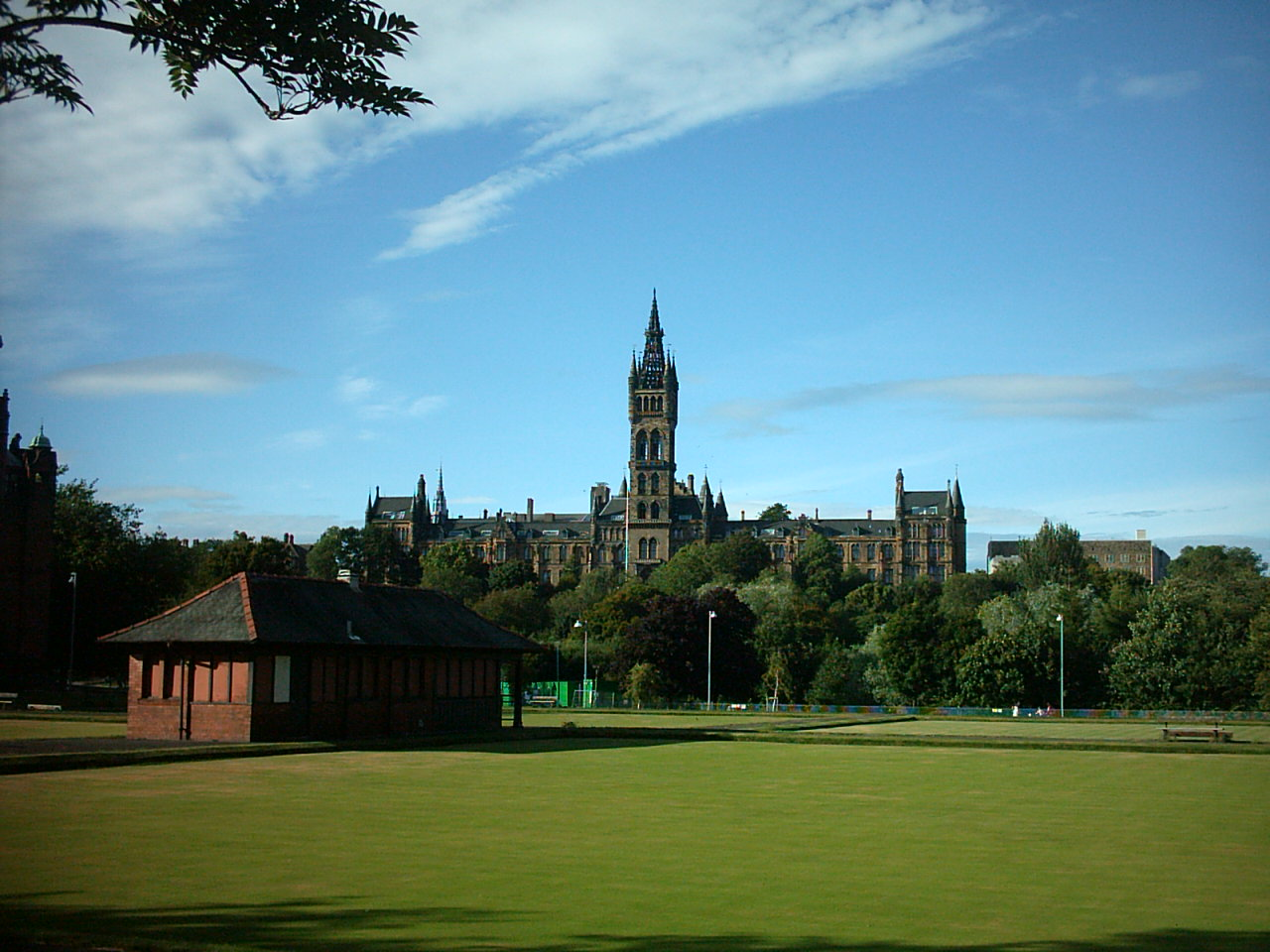
Universitat de Glasgow

La Universitat de Glasgow és una de les quatre més antigues universitats d'Escòcia. Situada a Glasgow, la universitat es va fundar el 1451 i és actualment una de les disset institucions educatives de nivell més elevat que s'han classificat entre les 100 millors del món.
Glasgow fou fundada originàriament arran d'una butlla papal atorgada pel Papa Nicolau V. Avui es troba classificada entre les deu millors universitats britàniques gràcies a la seva qualitat d'ensenyament i fou a més la "Universitat Escocesa de l'Any" segons el Sunday Times, el 2007. La universitat és membre del Grup Russell i d'Universitas 21.
D'ençà el 1870, el campus principal de la Universitat campus se situa a Gilmorehill a la part occidental (West End) de la ciutat. A més a més, hi ha molts edificis universitaris de pertot a la ciutat, un conjunt a Loch Lomond, the University Marine Biological Station Millport i el Campus Crichton a Dumfries (que s'opera conjuntament amb cert nombre d'altres institucions).
Glasgow té departaments de dret, de medicina, de medicina veterinària, i de dentistes, una diversitat única entre totes les altres universitats d'Escòcia.

## Alumnes i personal docent famosos
Un gran nombre de personatges famosos han ensenyat, treballat i estudiat a la Universitat de Glasgow, dels quals sis foren premis Nobel i dos Primers Ministres, Sir Henry Campbell-Bannerman i Andrew Bonar Law. Entre els noms de personatges prestigiosos figuren el físic Lord Kelvin i el seu pare el matemàtic James Thomson, el "pare de les ciències econòmiques" Adam Smith, James Watt, John Logie Baird, Joseph Black, Sir John Boyd Orr, Hugh Blackburn, Francis Hutcheson i Joseph Lister.
Pel que fa a una època més recent, la Universitat s'enorgulleix d'haver format un gran nombre dels biòlegs més importants d'Europa i alhora d'haver estat el terreny de formació de molts polítics, com ara l'antic Primer Minister Donald Dewar, l'antic líder dels Demòcrates Liberals i actual Rector de la Universitat Charles Kennedy, Liam Fox, John Smith, Sir Menzies Campbell i l'actual Diputat Primer Ministre Nicola Sturgeon.

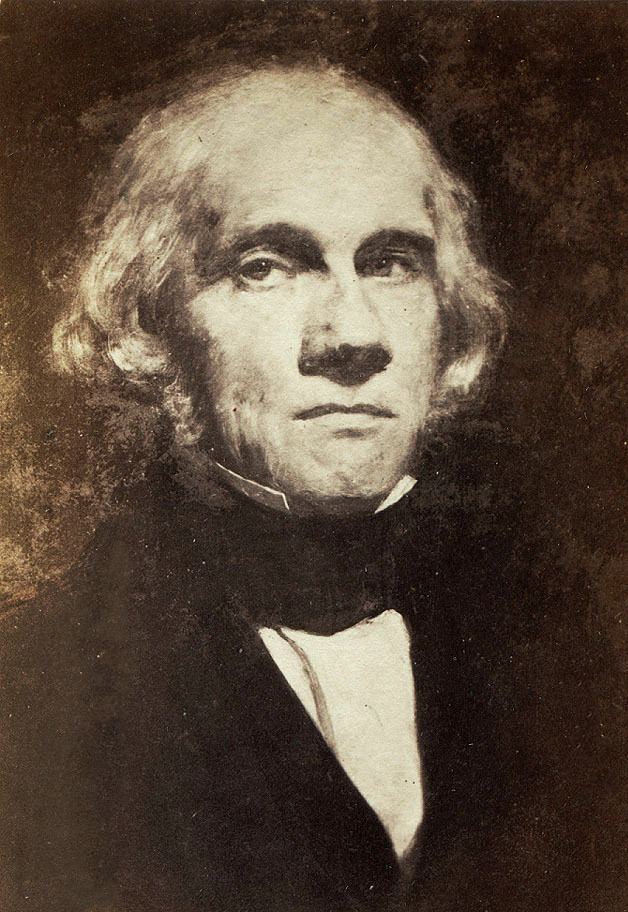
James Thomson
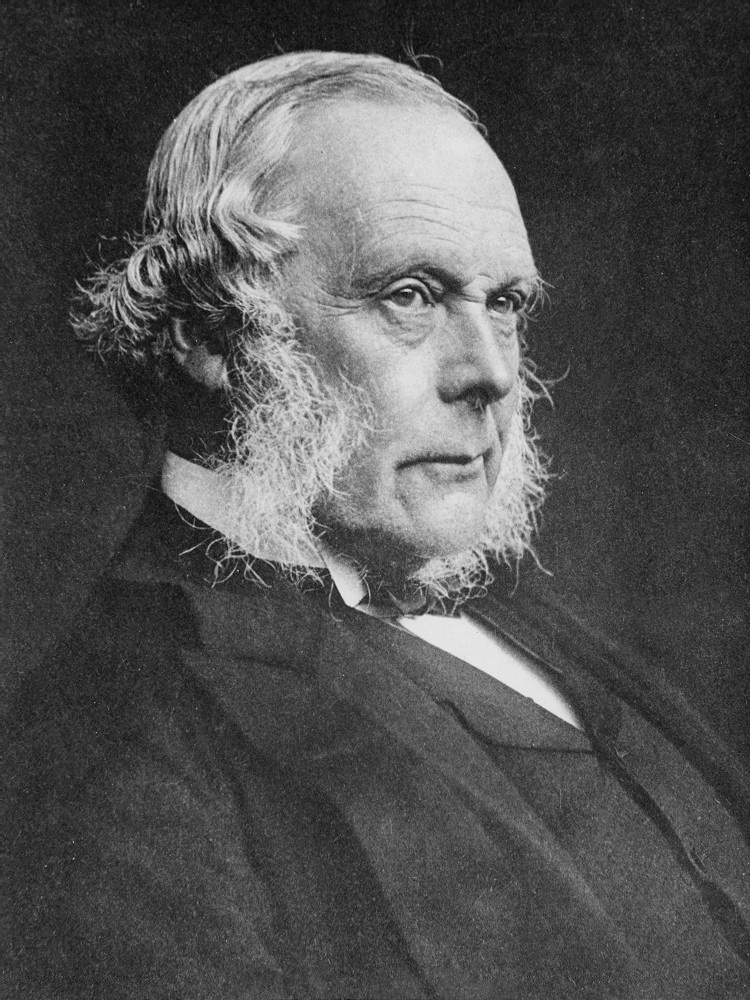
Lord Lister
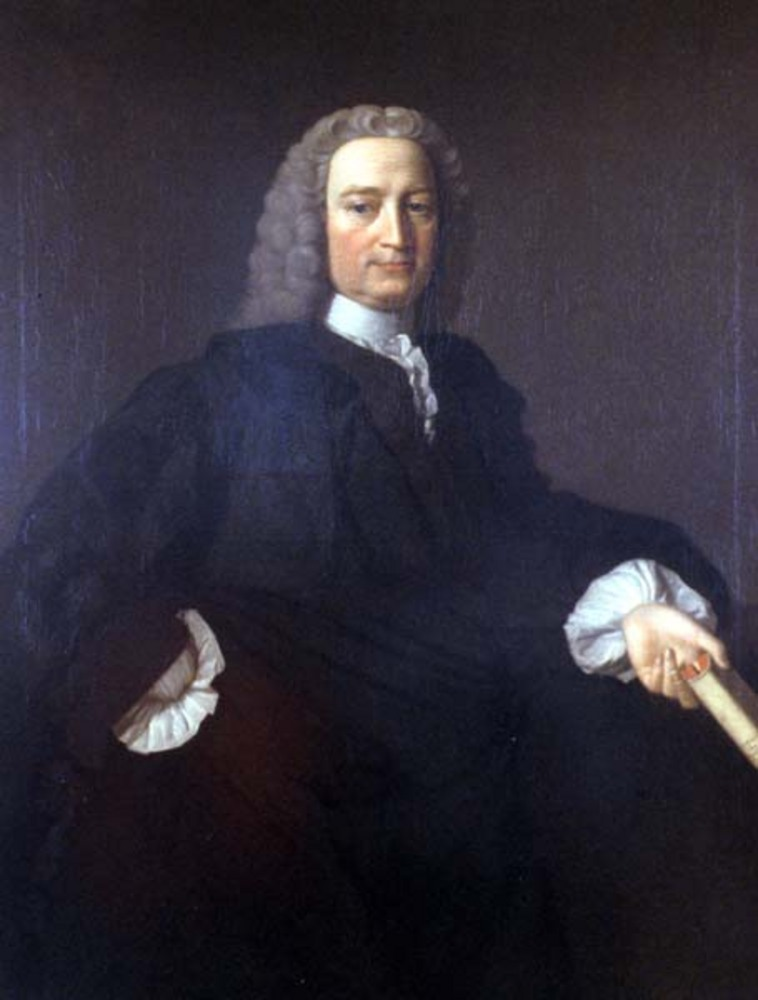
Francis Hutcheson
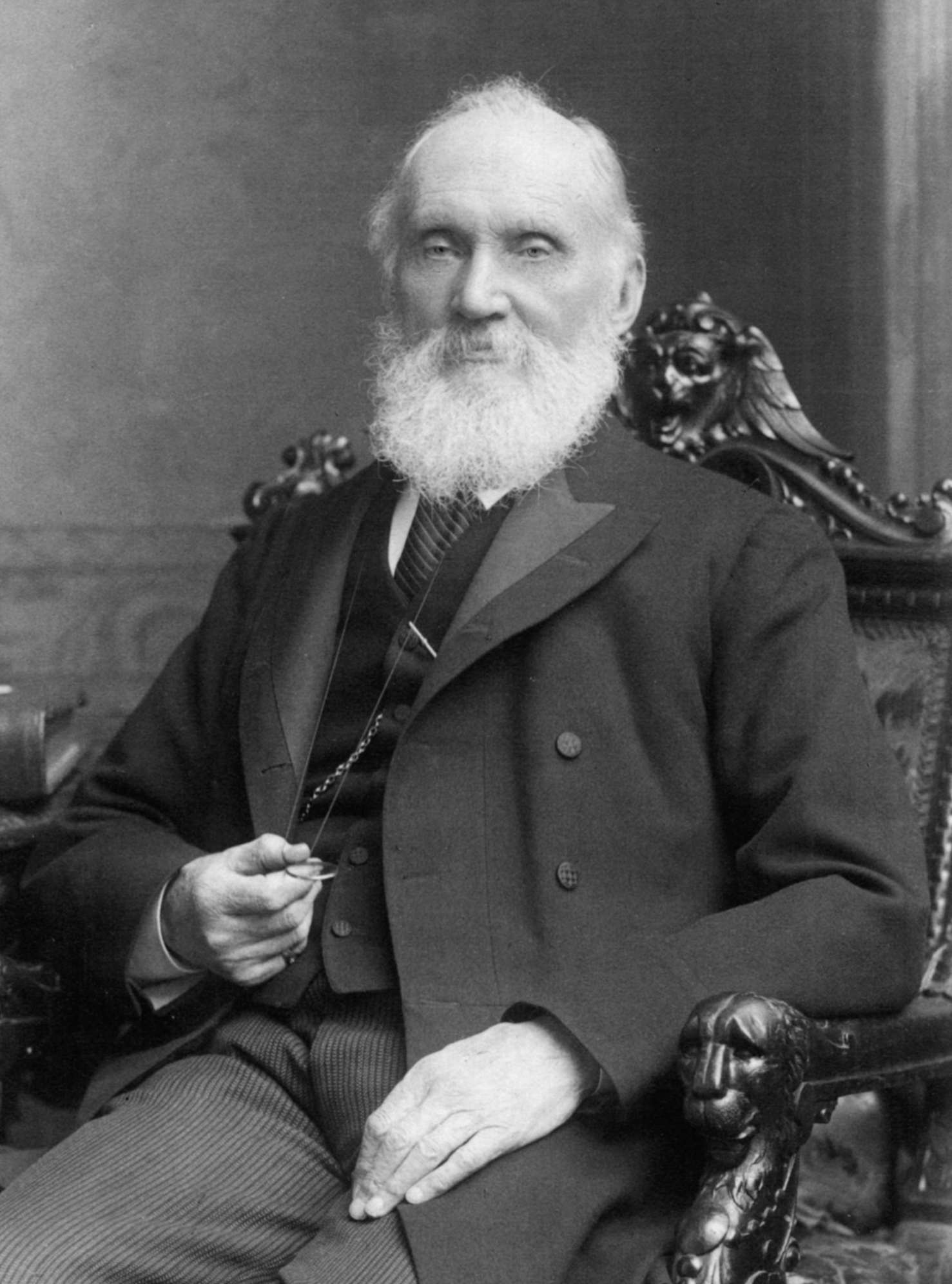
Lord Kelvin
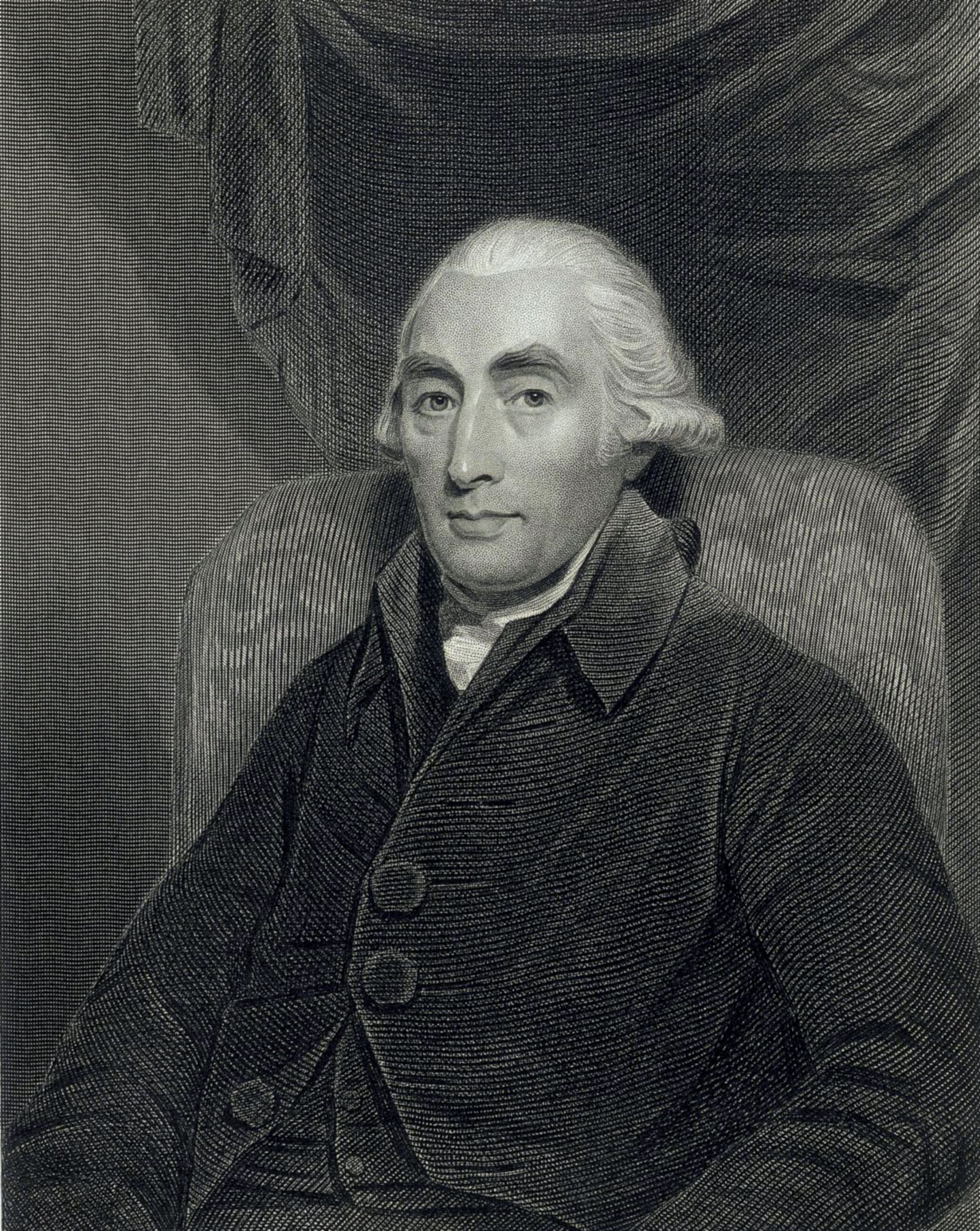
Joseph Black
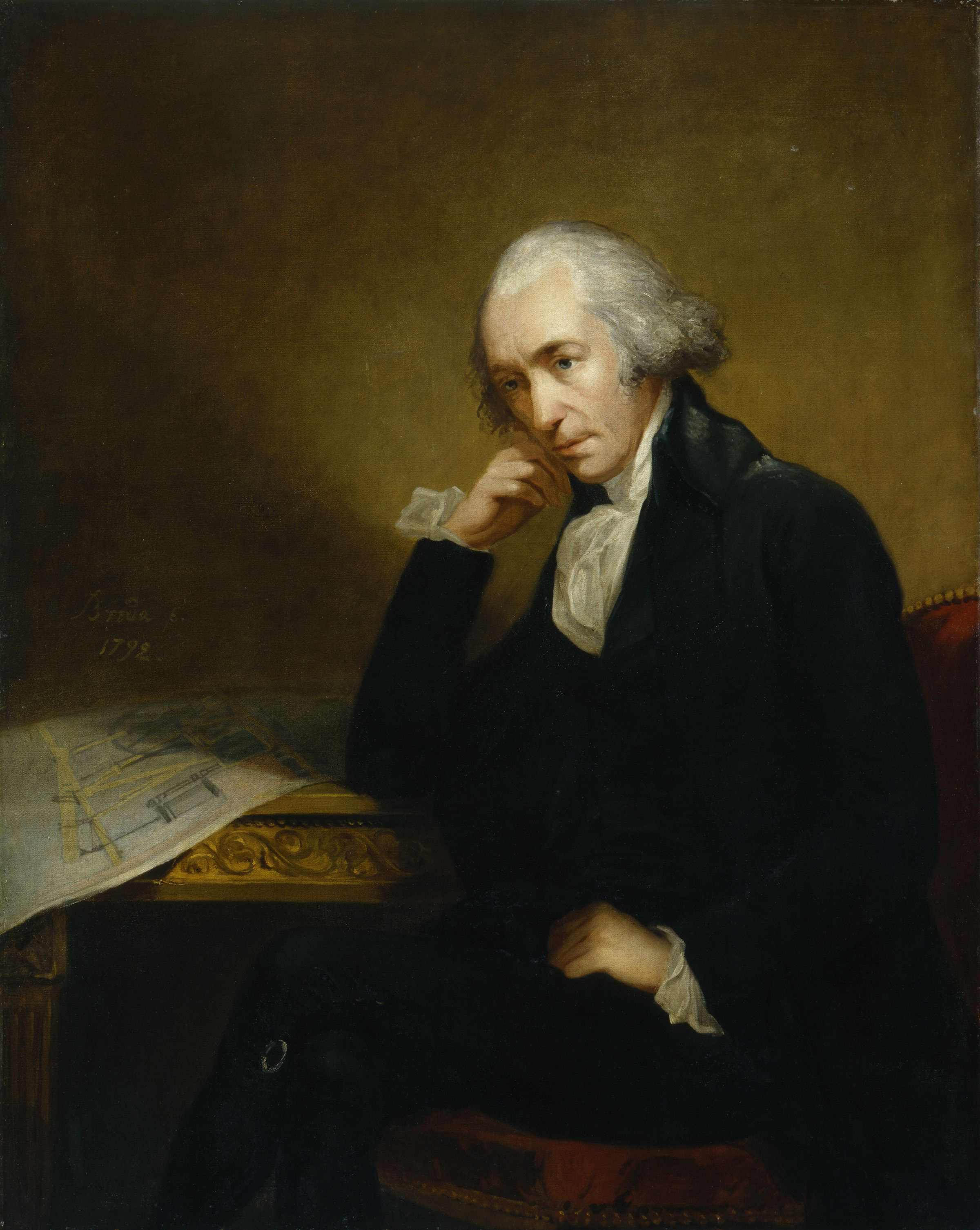
James Watt